# Bergrettung am Olymp
Die Bergrettung am Olymp wird vorwiegend von der Feuerwehr in Litochoro (griechisch Πυροσβεστική Υπηρεσία Λιτοχώρου Pyrosvestiki Ypiresia Litochorou) und vom Hellenic Rescue Team (HRT) (griechisch Ελληνική Ομάδα Διάσωσης Elliniki Omada diasosis) mit Hauptsitz in Thessaloniki betrieben.

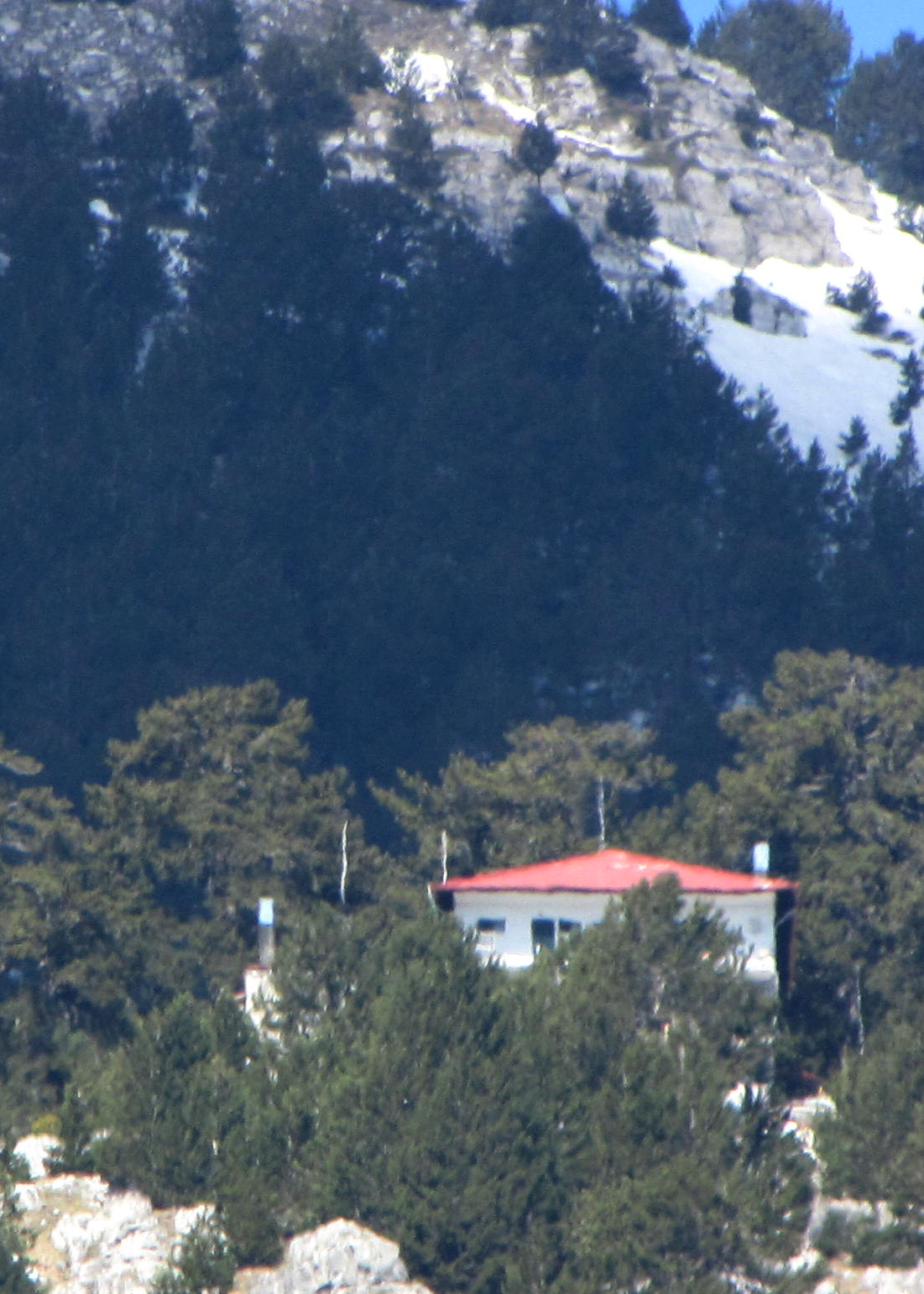
Die Berghütte Petrostrouga (1940 m), Leitstelle der Bergrettung am Olymp des Hellenic Rescue Teams (Elliniki Omada Diasosis)

## Allgemeines
Der Olymp ist der von Wanderern und Bergsteigern meistbesuchte Berg Griechenlands und leider auch Spitzenreiter bei der Anzahl der Unfälle. Die Einsätze der Bergretter werden so auch fast ausschließlich durch Unfälle veranlasst; plötzliche Erkrankungen oder die Suche vermisster Personen spielen eine untergeordnete Rolle. Mehr als 80 % aller Unfälle ereignen sich auf der makedonischen Seite des Gebirges, da hier die wichtigsten Wanderrouten verlaufen. 
Es gilt der Grundsatz, dass die Organisation die der Unfallstelle am nächsten ist und genügend Personal für die Rettung hat, den Einsatz übernimmt.
Der Abtransport von Verletzten erfolgt bei leichteren Verletzungen, wie Verstauchungen, wenn möglich mit Mulis. Schwerer verletzte Personen werden mit Tragen transportiert oder im schlimmsten Fall mit dem Helikopter.
Die meisten Probleme gibt es mit Wanderern oder Bergsteigern, die allein und/oder schlecht vorbereitet wandern oder klettern.

## Feuerwehr
Die Bergrettung am Olymp durch die Feuerwehr wird von der Feuerwehrstation in Litochoro geleistet. Sie ist das offiziell beauftragte staatliche Organ zur Rettung Verunglückter, kann aber von Freiwilligenorganisationen wie dem HRT unterstützt werden. Alle Unfälle, die sich im Berg ereignen, müssen der Feuerwehr gemeldet werden, gleichgültig ob die Verletzten auf einer Hütte versorgt werden können oder ob sich eine andere Organisation um den Verunglückten kümmert. 
Von den 40 Feuerwehrleuten in Litochoro sind etwa 20 Feuerwehrmänner für den Einsatz als Bergretter ausgebildet. Sie verfügen über Berg- und Rettungsausrüstung für einfache und mittlere Rettungseinsätze. Bei extremem Gelände, wie Schluchten oder Steilhängen, wird ein speziell ausgebildetes Rettungsteam (2. ΕΜΑΚ, Thessaloniki) hinzugezogen. 15 bis 20 mal jährlich rückt die Rettungsmannschaft zu Einsätzen aus. 
Alle Retter sind natürlich in erster Hilfe ausgebildet. Da sich im Rettungsteam kein Arzt befindet, wird in unklaren Fällen telefonisch der Rat eines Arztes von der Feuerwehr in Thessaloniki eingeholt. Im Falle schwerer Verletzungen wird ein Helikopter der Luftwaffe aus Elefsina in der Nähe von Athen angefordert. Die Flugzeit zum Olymp beträgt rund eine Stunde.

## Hellenic Rescue Team (Elliniki Omada Diasosis)
Das Hellenic Rescue Team ist ein Zusammenschluss Freiwilliger, die sich zur Hilfe in folgende Situationen verpflichtet haben:
- Hilfe bei Notfällen und Katastrophen wie Erdbeben. Die Rettung einzelner Personen oder Gruppen, die in Notlagen geraten sind (Schnee, Überschwemmungen, Waldbrände). Die Durchführung von Suchoperation für vermisste und verunglückte Personen, vor allem in gebirgigen Regionen oder Seegebieten
- Naturkatastrophen (Erdbeben, Überschwemmungen, Lawinen etc.)
- Katastrophen (Waldbrände, Unfälle etc.)
- Krisen (Kriege und deren Folgen)
- In jeder anderen außergewöhnlichen Situation vergleichbar mit natürlichen oder anthropogenen Katastrophen

Es besteht eine enge Kooperation mit verwandten Organisationen anderer Länder. Über den Erfahrungsaustausch hinaus finden gemeinsame Trainings statt. Weiterhin bestehen Verbindungen zur griechischen Armee und zur griechischen Luftwaffe.

## Notrufnummern
112 - Allgemeine Notrufnummer
199 - Notruf der Feuerwehr
2310-310649 - Notrufnummer der Zentrale des Hellenic Rescue Teams in Thessaloniki
Die Funkfrequenz 146500, die ständig vom HRT und der Feuerwehr abgehört wird.